# Zwarte getijdenboek van Galeazzo Maria Sforza

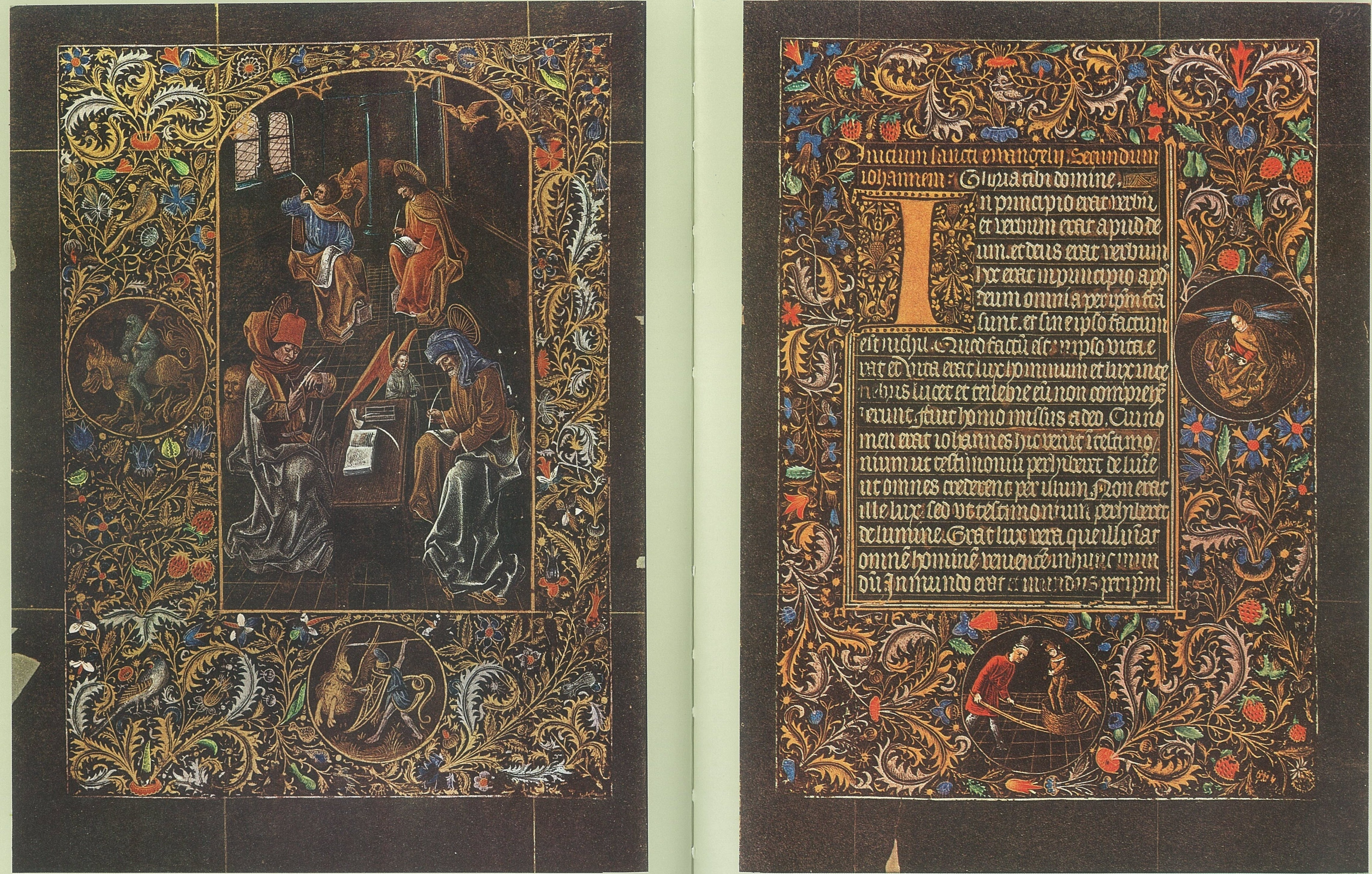
Begin van de sectie met uittreksels uit de evangelies

Het Zwarte getijdenboek van Galeazzo Maria Sforza is een getijdenboek gemaakt in Brugge omstreeks 1470. Het wordt zo genoemd omdat de folia van het handschrift voor het beschrijven of het beschilderen zwart gekleurd werden. Het komt uit het bezit van Galeazzo Maria Sforza en wordt nu bewaard in de Österreichische Nationalbibliothek met als signatuur Cod. 1856.
Het zwarte getijdenboek is een van de zeven bewaarde handschriften op zwart perkament. Van dit type manuscript werden alleen exemplaren teruggevonden die uit Vlaamse ateliers afkomstig zijn en die gemaakt werden in de late 15e eeuw. Om het perkament van de codices zwart te kleuren werden ze met roet of, zoals voor dit handschrift, met een ijzer-koper oplossing gekleurd. De tekst werd met goud- en zilverinkt of met loodwit geschreven. Ook voor de miniaturen werd gebruikgemaakt van goud- en zilverinkt. Deze handschriften waren, door het omstandige productieproces en de gebruikte materialen, zeer kostbaar. Men kan ze vergelijken met de purperhandschriften uit de antieke tijd en uit de Karolingische renaissance, destijds gereserveerd voor de keizer.

## Beschrijving
Het Weense handschrift telt 154 folia van 247 -  252 x 170 -  178 mm en is geschreven in het Latijn. Het bevat 15 volbladminiaturen, 24 grote miniaturen, 72 medaillons in de marges en 10 gehistorieerde initialen. De tekst is geschreven in het zilver en het goud en is geschreven voor het gebruik van Rome. Het tekstblok bestaat uit één kolom van negentien lijnen. De marges zijn rijkelijk gedecoreerd.
De band waarin het handschrift was ingebonden was waarschijnlijk de originele Vlaamse band uit de 15e eeuw. Hei is een band van rood fluweel op houten platten met vergulde en geëmailleerde zilveren sloten. De band wordt apart bewaard in de Weense bibliotheek. Afbeeldingen vindt men terug op de eerste weblink.
Door de chemicaliën die gebruikt werden voor het zwart kleuren van het perkament wordt dat langzamerhand aangetast en weggevreten, de teloorgang is niet meer te stoppen. Het boek is niet langer ingebonden maar de individuele folia worden bewaard tussen acrylplaten sinds 1975. In 1930 werd er door de Österreichische Staatsdruckerei een facsimile uitgegeven op 200 exemplaren. Een tweede facsimile verscheen in 1982 bij het Insel-Verlag in Frankfurt am Main.

## Geschiedenis
Daar is weinig dat met absolute zekerheid over dit manuscript kan gezegd worden. Het eerste folium met de wapens van de hertog van Milaan is gemaakt van een vrijgebleven gelinieerd folium dat achteraan uit het boek verwijderd werd en als apart beginfolium werd toegevoegd. De gebrekkige toevoeging van dit folium is het zekerste bewijs dat Galeazzo Maria Sforza zeker niet de oorspronkelijke opdrachtgever was, maar het werk is overduidelijk wel in zijn bezit geweest. Op basis van de stijl en van de kalender kunnen we het ontstaan van het handschrift situeren in Brugge in de laatste dertig jaar van de vijftiende eeuw. Al de rest blijft giswerk en thesissen opgebouwd op basis van de studie van het werk zelf en van archieven en dergelijke uit de bewuste periode.

### Philippe de Mazerolles
Volgens het onderzoek van Antoine de Schryver is het Weense handschrift te vereenzelvigen met een zwart getijdenboek waarvan de geschiedenis kan gereconstrueerd worden uit de Brugse archieven. Dankzij het onderzoek van James Weale kennen we een rekening waaruit blijkt dat de schepenen van het Brugse Vrije op 24 februari 1466 aan de graaf van Charolais, de latere Karel de Stoute een bijzonder getijdenboek schonken ‘met guldenen ende zilveren letteren geschreven in zwart parchemeyne ende met goud ende zelver gheillumineert’ Uit dezelfde rekening blijkt dat ene Ioosse van Straeten ook betaald werd voor ‘eenre ellen wits zidins lakene daerin het voorseid ghetyde gheleidt ende gheschoncken was’. Hieruit blijkt dat het manuscript nog niet afgewerkt was en daarom in een laken van witte zijde was gewikkeld. Uit een rekening van een jaar later blijkt dat het Brugse Vrije aan Philippe de Mazerolles die van Karel de Stoute de opdracht had gekregen het handschrift af te werken, weliswaar op kosten van het Brugse Vrije, een voorschot betaalde van 120 pond parisis. Het saldo van 300 pond parisis werd vereffend in april 1468. Steeds volgens De Schrijver was het best mogelijk dat Mazerolles de opdracht kreeg om het manuscript af te werken omdat hij de originele artiest zou geweest zijn die met de verluchting van het getijdenboek begon en bewezen had de moeilijke techniek te beheersen. Mazerolles werd op 21 april 1467 in dienst genomen door de hertog als ‘valet de chambre’ en verluchter. Het handschrift zou dan van Karel de Stoute bij Galeazzo Maria Sforza terechtgekomen zijn uit de buit die de Zwitserse eedgenoten konden maken bij de veldslagen van Grandson (2 maart 1476) en Murten (22 juni 1476). Als dit correct is zou Galeazzo er zeer snel werk van gemaakt hebben om zijn wapenschild aan het werk te laten toevoegen en de binding van het volume te laten aanpassen.

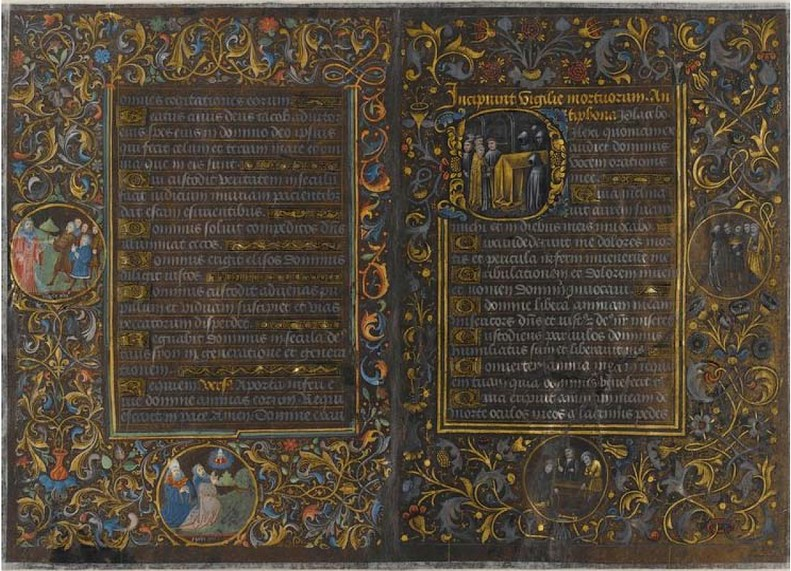
Bifolium uit een zwart getijdenboek, Louvre MI 1091

### Meester van de Harley Froissart
Een andere thesis verdedigd door Pascal Schandel vereenzelvigt het boek van het Brugse Vrije gemaakt door Mazerolles met een fragment van een zwart getijdenboek dat bewaard wordt in het Louvre (MI 1091) en een tweede fragment in de Bibliothèque nationale de France (NAL 149). Schandel doet de toewijzing op basis van de margeversiering die in vijf van de overgebleven exemplaren van de ‘Ordonnances militaires’ die eveneens door of onder de leiding van Philippe de Mazerolles werden uitgevoerd voor Karel de Stoute en van een serie handschriften die door Eduard IV van Engeland besteld werden bij Mazerolles. In deze boordversiering is de Franse stijl terug te vinden die ook in het fragment van het Louvre te zien is terwijl in het Weense getijdenboek geen Franse invloed te herkennen is. Op basis van hun bevindingen identificeren Schandel en Hans-Collas Philippe de Mazerolles met de meester van de Harley Froissart. Volgens deze hypothese is het Weense handschrift Cod. 1856 dus niet te vereenzelvigen met het zwarte getijdenboek dat in 1476 aan Karel de Stoute werd geschonken.

### Latere geschiedenis
Hoe het boek in Wenen terechtkwam is nog een ander verhaal. Men veronderstelde vroeger dat het boek deel uitmaakte van de bruidsschat van Bianca Maria Sforza ter gelegenheid van haar huwelijk met Keizer Maximiliaan I op 16 maart 1494 en op die manier in de bibliotheek van de Habsburgers terechtkwam en zo in de Österreichische Nationalbibliothek. Maar er zijn geen materiële bewijzen voor deze stelling, het handschrift werd voor het eerst vernoemd in de inventarissen van de Keizerlijke Bibliotheek in 1795. Volgens Michael Denis, conservator van de bibliotheek van 1784 tot 1800 was het handschrift afkomstig van het klooster voor adellijke dames van Hall in Tirol, waar het in het bezit zou zijn geweest van Magdalena van Oostenrijk, de dochter van keizer Ferdinand I, stichteres van het klooster.

## Inhoud
Het getijdenboek bevat de klassieke elementen die men kan terug vinden in de getijdenboeken van de 15e eeuw namelijk:
- De kalender
- De Kleine getijden van het Heilig Kruis
- De Kleine getijden van de Heilige Geest
- De mis van de Heilige Maagd
- Lezingen uit de vier evangelies
- De getijden van de Heilige Maagd
- Wijzigingen aan de Mariagetijden in functie van het kerkelijk jaar
- De boetepsalmen
- De litanie van alle heiligen
- Het dodenofficie

## Verluchtingsprogramma
De verluchting van het handschrift volgt het klassieke patroon. Hoewel bij de meeste getijdenboeken de kindsheidcyclus van Jezus gebruikt werd voor de verluchting van de Mariagetijden is hier gebruikgemaakt van de passiecyclus, maar ook deze cyclus kwam regelmatig voor. De gehistoriseerde initialen bij het begin van elk gebedsuur in de Mariagetijden zijn trouwens gebaseerd op deze kindsheidcyclus.

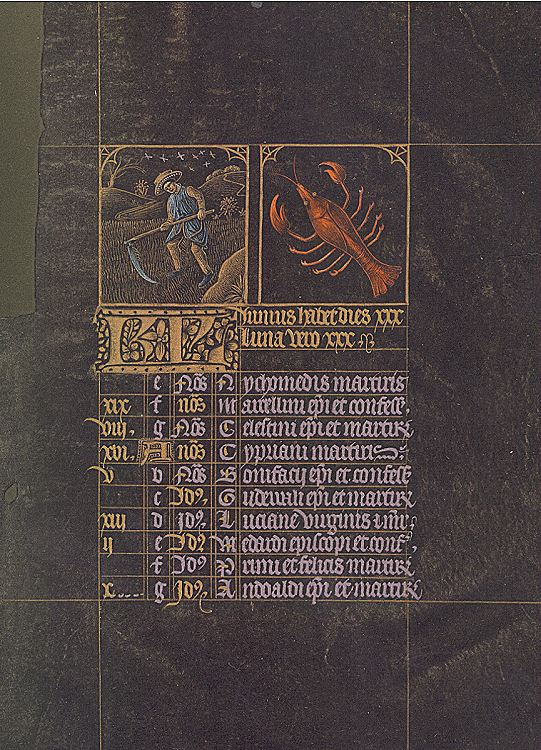
Kalenderpagina van juni.

De kalender beslaat voor elke maand twee bladzijden. Bovenaan de eerste bladzijde van elke maand zijn twee kleine miniaturen naast elkaar geplaatst, elk met een gouden lijntje omkadert. De linker miniatuur illustreert de werken van de maand, de rechter toont het dierenriemteken van de betrokken maand.
De belangrijkste secties van het getijdenboek worden ingeleid door een bladgrote miniatuur. De lijst hiervan vindt men hier onder:
- f1r: Wapens van Galeazzo Maria Sforza
- f2r-13v: Kalender
- f14v: Miniatuur met de kruisiging van Jezus
- f22v: De neerdaling van de Heilige Geest
- f27v: Miniatuur met een misviering
- f32v: Miniatuur met de vier evangelisten en hun symbolen
- f37v: De gevangenneming van Christus (metten van de Mariagetijden)
- f51v: Christus voor Pilatus (lauden)
- f60v: De geseling van Christus (priem)
- f64v: De doornenkroning (terts)
- f68v: De kruisdraging (sext)
- f72v: De kruisiging (none)
- f76v: De kruisafname (vespers)
- f82v: De graflegging (completen)
- f102v: Koning David in gebed
- f119v: Miniatuur van een stervende

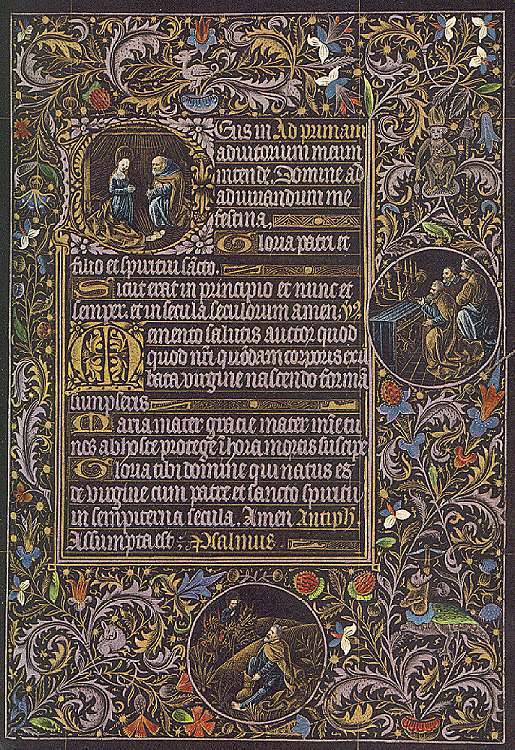
Priem van de Mariagetijden. In de medaillons zijn de brandende braamstruik en Aaron afgebeeld. De gehistorieerde initiaal toont de geboorte van Christus.

De bladgrote miniatuur werd telkens op de verso zijde geplaatst en op de tegenoverliggende recto zijde werd het tekstblok dan versierd met een vierzijdige marge van acanthusbladeren. In deze marge werd onderaan en aan de buitenzijde een medaillon geschilderd. dergelijke versierde pagina’s werden ook gebruikt om de gebedsuren van de Kruisgetijden aan te kondigen. Een gelijkaardige marge met medaillons werd ook aangebracht rond de bladgrote miniaturen.

## Miniaturist
Zoals in de sectie “Geschiedenis” al werd aangegeven zijn de kunsthistorici het nog steeds niet eens over de miniaturist die dit werk realiseerde. Traditioneel werd het getijdenboek toegeschreven aan de Meester van Antoon van Bourgondië, een anonieme meester die werkzaam was in Brugge tussen 1460 en 1490. Door Antoine de Schrijver werd deze meester geassocieerd met Philippe de Mazerolles (zie geschiedenis) maar deze stelling wordt zeker niet algemeen aanvaard. Zoals hoger vermeld wordt deze these verworpen door Pascal Schandel, maar ook Dagmar Thoss en Ulrike Jenni en Bodo Brinkmann betwijfelen de conclusies van De Schrijver. Dagmar Thoss en Ulrike Jenni pleiten voor een Hollandse herkomst voor de miniaturist, Bodo Brinkman denkt dan weer aan de Meester van de Fitzwilliam 268. De Meester van het gebedenboek van Dresden was een van de figuren uit de omgeving van deze Meester van Antoon van Bourgondië.
De miniaturist heeft een voorkeur voor het afbeelden van personen langs achteren gezien of met een gebogen hoofd zodat hun gezicht verborgen is door hun hoed, nochtans is hij een meester in het weergeven van emoties op de gezichten van zijn personages. De figuren die hij op de rug gezien afbeeldt suggereren heel mooi de beweging. Vrouwen beeldde hij af met half gesloten oogleden, de gezichtjes zijn beminnelijk en schuchter. De meester is niet sterk in het gebruik van een natuurlijk lineair perspectief en de ruimtelijke weergave, maar het schetsmatige weergeven van achtergrond en architectuur wordt op de zwarte achtergrond eerder een voordeel.

## Weblinks
- Gedetailleerde beschrijving